# Chrys Caragounis
Chrys Caragounis, född 1940 i Aten, Grekland är professor emeritus i Nya Testamentets Exegetik vid Centrum för teologi och religionsvetenskap, Lunds universitet. 
Chrys Caragounis flyttade från Aten 1959. 1968 fick Caragounis tjänst som pastor i en internationell församling i Sverige. Sedan dess har han bland annat forskat och undervisat i Indien, England, Belgien, Sydafrika, Uppsala och Lund. Vid Lunds universitet har han varit lektor sedan 1989. Hans forskning har bland annat berört Nya Testamentets exegetik i ljuset av det grekiska språkets utveckling.